# Hamatoplectris
Hamatoplectris är ett släkte av skalbaggar. Hamatoplectris ingår i familjen Melolonthidae.
Kladogram enligt Catalogue of Life:
| Hamatoplectris | \| \| Hamatoplectris caracana \| \| \| \| \| \| Hamatoplectris rosettae \| \| \| \| \| \| Hamatoplectris spinifer \| \| \| \| |
|                | \| \| Hamatoplectris caracana \| \| \| \| \| \| Hamatoplectris rosettae \| \| \| \| \| \| Hamatoplectris spinifer \| \| \| \| |
|                | Hamatoplectris caracana |
|                | |
|                | Hamatoplectris rosettae |
|                | |
|                | Hamatoplectris spinifer |
|                | |